# فيكتور أرجو
فيكتور أرجو (بالإنجليزية: Victor Argo)‏ مواليد 5 نوفمبر 1934 في ذا برونكس، نيويورك، الولايات المتحدة - الوفاة 7 أبريل 2004 في مانهاتن، نيويورك، الولايات المتحدة، هو ممثل أمريكي. كان غالبا يظهر في أفلامه كشخص شرير.

## الأعمال
- شوارع متوسطة
- سائق التاكسي
- الإغراء الأخير للسيد المسيح
- كايوتي أجلي
- عيون الملاك

## روابط خارجية
- فيكتور أرجو على موقع IMDb (الإنجليزية)
- فيكتور أرجو على موقع روتن توميتوز (الإنجليزية)
- فيكتور أرجو على موقع قاعدة بيانات الأفلام العربية
- فيكتور أرجو على موقع ألو سيني (الفرنسية)
- فيكتور أرجو على موقع تيرنر كلاسيك موفيز (الإنجليزية)
- فيكتور أرجو على موقع أول موفي (الإنجليزية)
- فيكتور أرجو على موقع قاعدة بيانات برودواي على الإنترنت (الإنجليزية)
- فيكتور أرجو على موقع قاعدة بيانات الأفلام السويدية (السويدية)
- فيكتور أرجو على موقع إن إن دي بي (الإنجليزية)
- فيكتور أرجو على موقع قاعدة بيانات الفيلم (الإنجليزية)